# État solide
Pour les articles homonymes, voir Solide.
 (juillet 2023).
Si vous disposez d'ouvrages ou d'articles de référence ou si vous connaissez des sites web de qualité traitant du thème abordé ici, merci de compléter l'article en donnant les références utiles à sa vérifiabilité et en les liant à la section « Notes et références ».

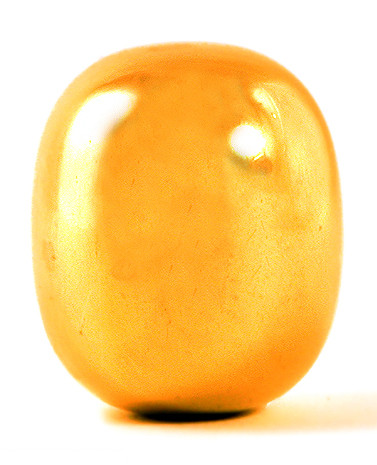
Solide en laiton conçu par Piet Hein prenant la forme d'un superœuf.

L’état solide est un état de la matière caractérisé par l'absence de liberté entre des atomes, des molécules ou des ions.
Par exemple, la totalité des métaux, excepté le mercure, sont solides à température ambiante.
Les critères macroscopiques de la matière à l'état solide sont :
- le solide a une forme propre ;
- le solide a un volume propre.

## Types de liaison
Si un objet solide est ferme, c'est grâce aux liaisons entre les atomes, ions ou molécules composants du solide.
- Par exemple, les liaisons covalentes lient les atomes de carbone d'un diamant. Elles sont normalement difficiles à déformer. Les solides purement covalents sont normalement assez durs.

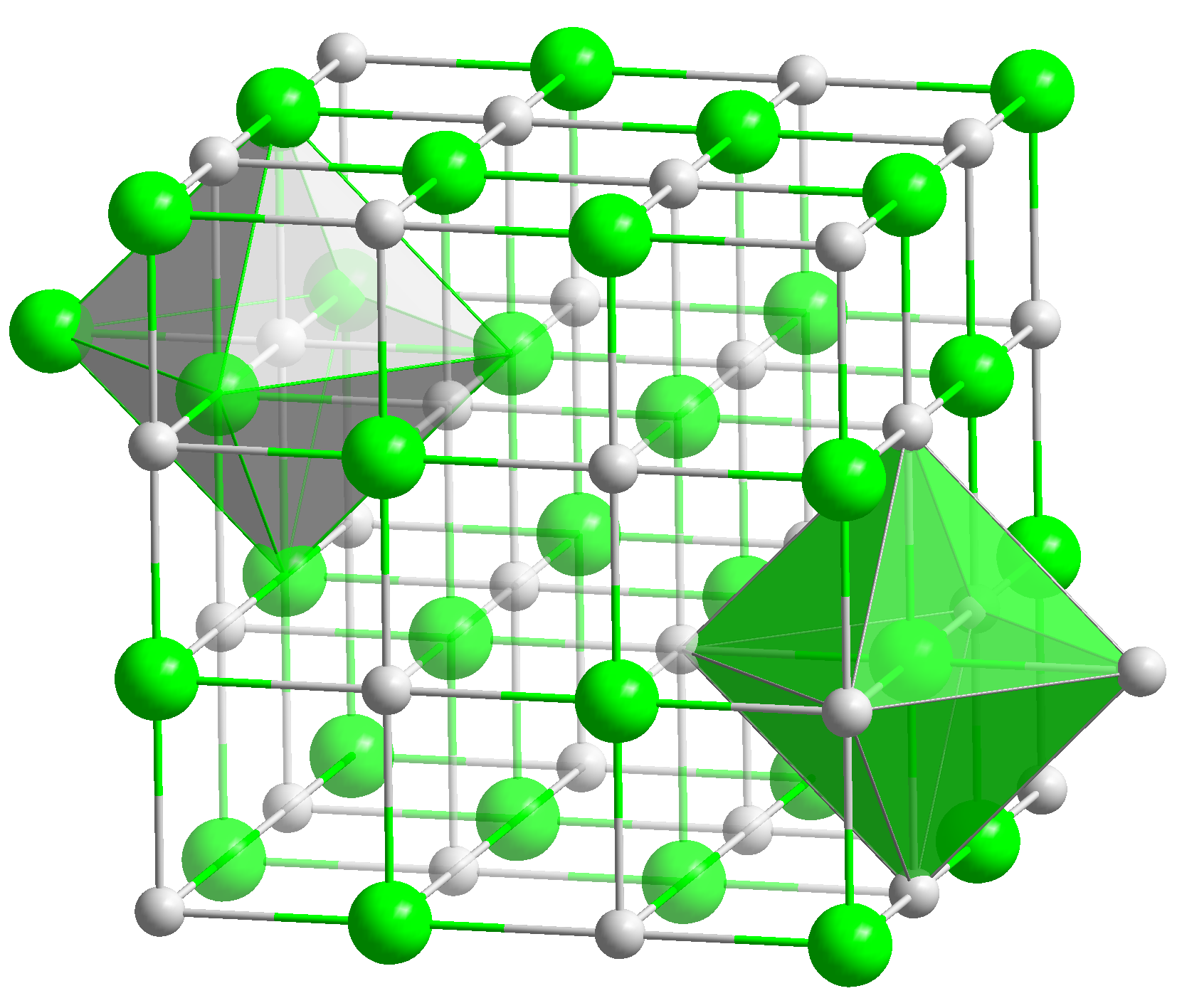
Structure cristalline cubique à faces centrées de NaCl.

- Il existe aussi les liaisons ioniques, entre des ions de charges opposées. Elles assurent la cohésion d'un grain de sel par exemple, grâce à la liaison entre les ions positifs de sodium et négatifs de chlorure. L'alumine est un exemple de matière à liaisons ioniques très résistantes. Cependant les ions de même signe se repoussent. Donc si un choc ou une déformation rapproche les ions de même signe, le solide ionique peut casser.
- Les liaisons métalliques rendent aussi la matière solide à température normale à l'exception du mercure. Elles se forment entre n'importe quel atome métallique et dans n'importe quelle position relative des atomes. Donc les solides métalliques sont plus malléables.
- Des liaisons plus faibles comme les liaisons hydrogène rendent la matière solide à des températures peu élevées (ex. : la glace).
- Certaines liaisons encore plus faibles, comme les liaisons de van der Waals ne rendent la matière solide qu'à très basse température (ex. : le dioxygène).

## Sortes de liaison
Certains solides résultent de plusieurs sortes de liaisons.
Quelques exemples, la pyrite a des liaisons partiellement covalentes et partiellement métalliques entre le fer et le soufre.
Dans beaucoup de roches et de verres, il y a des liaisons partiellement covalentes et partiellement ioniques, comme dans les silicates, phosphates ou sulfates, avec des liaisons ioniques entre des anions et les cations sodium, potassium, magnésium et calcium.
La structure du papier résulte de l'existence de liaisons covalentes dans les fibres de cellulose et de liaisons hydrogène entre les fibres. Ces fibres peuvent se séparer dans l'eau car ces liaisons hydrogène se forment préférentiellement avec l'eau plutôt qu'avec les fibres voisines.
Beaucoup de polymères comme le polyéthylène ou le polytétrafluoroéthylène ont des liaisons covalentes entre les atomes de carbone dans leurs chaînes, mais des liaisons de van der Waals entre les chaînes. Le polyéthylène est une matière thermoplastique car lors du moulage à chaud, les chaînes glissent facilement entre elles dans le moule.
Cependant, il ne faut pas considérer le solide comme un état figé de la matière car les atomes vibrent autour de leur position d'équilibre. Avec la température, ces vibrations augmentent jusqu'à rompre les liaisons lors de la fusion, la sublimation ou la pyrolyse du solide.
Les solides ont une faible dilatation et une faible compressibilité.
La plupart des solides sont des cristaux. Les atomes d'un cristal sont disposés dans l'espace de manière régulière et ordonnée. Les distances interatomiques restent constantes, on parle d'ordre à grande distance. À l'inverse, certains solides comme le verre sont amorphes et n'ont pas d'ordre à grande distance.